# Пётр (линейный корабль, 1814)
«Пётр» — 74-пушечный парусный линейный корабль Балтийского флота Российской империи. Был заложен 22 декабря 1811 год (3 января 1812 год)а в Санкт-Петербургском Главном адмиралтействе, спущен на воду 7 (19) августа 1814 года. Относился к типу «Трёх Святителей». Выходил в плавания в Финском заливе с 1820 по 1824 год. Участия в боевых действиях не принимал. В 1828 году в Кронштадте был разобран.
Командиром корабля в 1820—1824 годах служил Д. Бортвиг.